# Nicolas Fritsch
Nicolas Fritsch (Parijs, 19 december 1978) is een voormalig Frans wielrenner.

## Belangrijkste overwinningen
2003
- Ronde van de Finistère
- 3e etappe Paris-Corrèze

## Resultaten in voornaamste wedstrijden
| Jaar | Ronde van Italië | Ronde van Frankrijk | Ronde van Spanje |
| ---- | ---------------- | ------------------- | ---------------- |
| 2003 | opgave           | 78e                 |                  |
| 2004 | 51e              |                     |                  |
| 2005 |                  | opgave              |                  |

| Jaar | Milaan-San Remo | Luik-Bast.‑Luik | Ronde van Lombardije |  | WK op de weg |
| ---- | --------------- | --------------- | -------------------- |  | ------------ |
| 2003 |                 |                 |                      |  | 111e         |
| 2004 | 171e            | 66e             |                      |  |              |
| 2005 |                 |                 | 71e                  |  |              |